# Broch

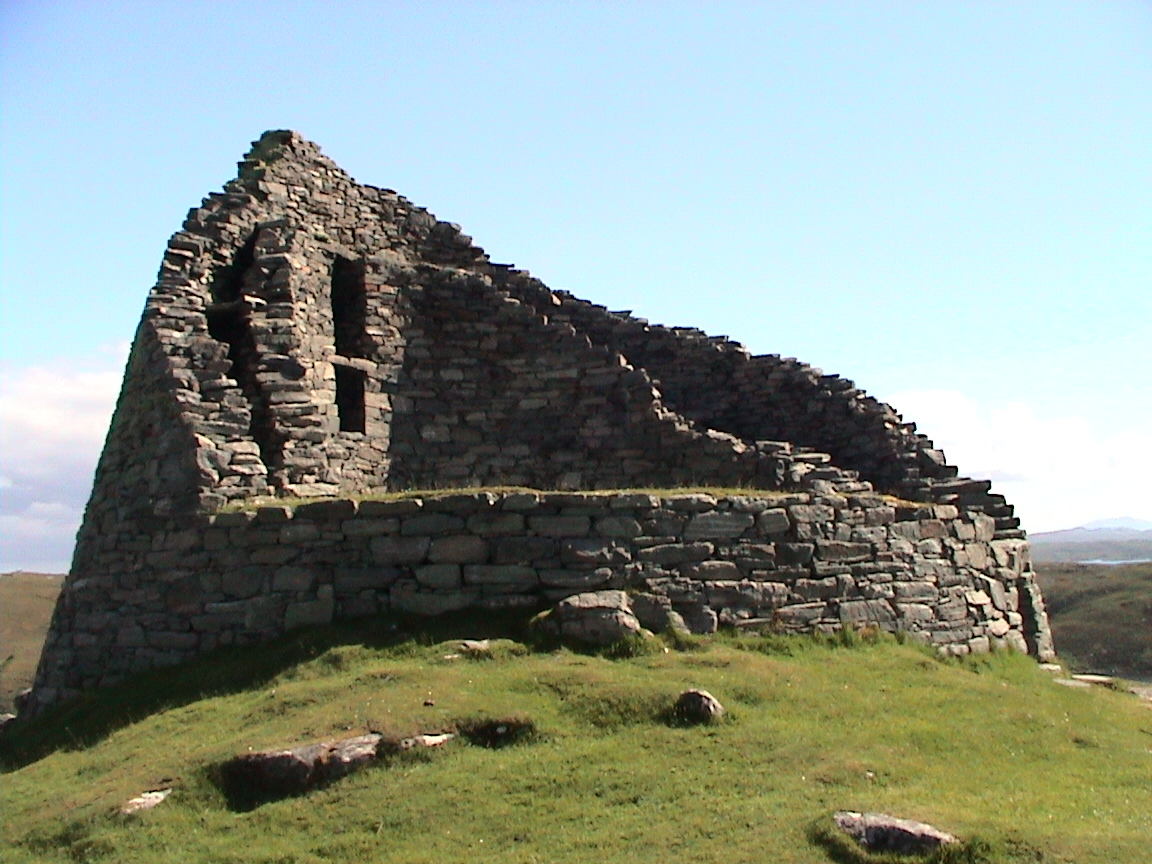
Broch di Dun Carloway a Lewis.

I broch sono costruzioni megalitiche, risalenti all'età del ferro, diffuse nella Scozia settentrionale e nelle Isole Orcadi. Il loro nome deriva dal termine scozzese Burgh che significa "edificio amministrativo".
Circondati generalmente da un doppio recinto, i broch sono delle possenti torri circolari simili ai nuraghi della Sardegna che raggiungono un'altezza media di cinque metri. La loro funzione non è del tutto chiara ma si ipotizza che fossero delle fortificazioni utilizzate durante gli scontri tribali.

## Origini
L'origine dei broch è oggetto di una ricerca non ancora terminata. Alla metà del XX secolo, la maggior parte degli archeologi credeva che i broch, usualmente considerati come i "castelli" dei capi tribù dell'età del ferro, fossero stati costruiti da immigrati del sud, spintisi a nord prima dalle intrusioni delle tribù belghe nell'odierna Inghilterra sudorientale alla fine del II secolo a.C. e poi dall'invasione romana della Britannia, a partire dal 43 d.C.
Dagli studi successivi è apparso che le strutture a torre dei broch fossero un puro prodotto dell'area scozzese; anche i tipi di ceramica che si trovano al loro interno e che più somigliano agli stili del sud della Gran Bretagna, sono comunque forme ibride locali. Ewan MacKie propose nel 1965 che i broch fossero il frutto di una cultura ibrida, formatasi dalla fusione di un piccolo numero di immigrati con la popolazione indigena delle Ebridi nel I secolo a.C. Questa teoria era in contrasto con la visione tradizionale che voleva che i broch fossero stati costruiti da popolazioni giunte nel settentrione scozzese dalla Gran Bretagna meridionale.

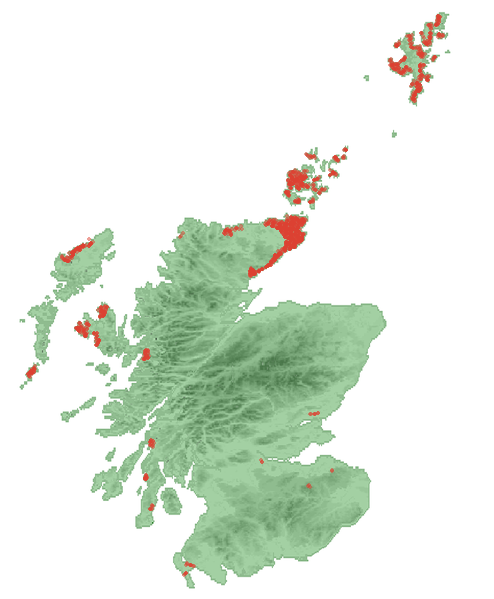
Distribuzione dei broch.

Negli anni Settanta, c'è stato un generale allontanamento degli archeologi dalla teoria dell'ibridazione delle culture, verso uno sviluppo esclusivamente indigeno. I primi broch si appoggiavano su strutture preesistenti, come colline fortificate dell'età del bronzo, abbandonate all'età del ferro. Nel frattempo, un numero crescente di date radiocarboniche suggerisce che la maggior parte delle torri fu costruita fra il I secolo a.C. e il I d.C. Alcune costruzioni possono essere precedenti, in particolare per l'Old Scatness Broch nelle Shetland, dove è stato rinvenuto un osso di pecora risalente al 390-200 a.C.

## Distribuzione
La distribuzione dei broch è incentrata sulla Scozia settentrionale. Caithness, Sutherland e le isole settentrionali hanno le concentrazioni maggiori, ma ci sono moltissimi esempi nell'ovest della Scozia e nelle Ebridi. Anche se si trovano principalmente nelle Highlands settentrionali e nelle isole, alcuni esempi si trovano nelle Borders (per esempio Edin's Hall Broch e Bow Castle Broch), sulla costa occidentale di Dumfries e Galloway, e vicino a Stirling. In uno schizzo del 1560 circa, sembra che vi sia un broch sul fiume vicino al castello di Annan, a Dumfries e Galloway.

## Descrizione

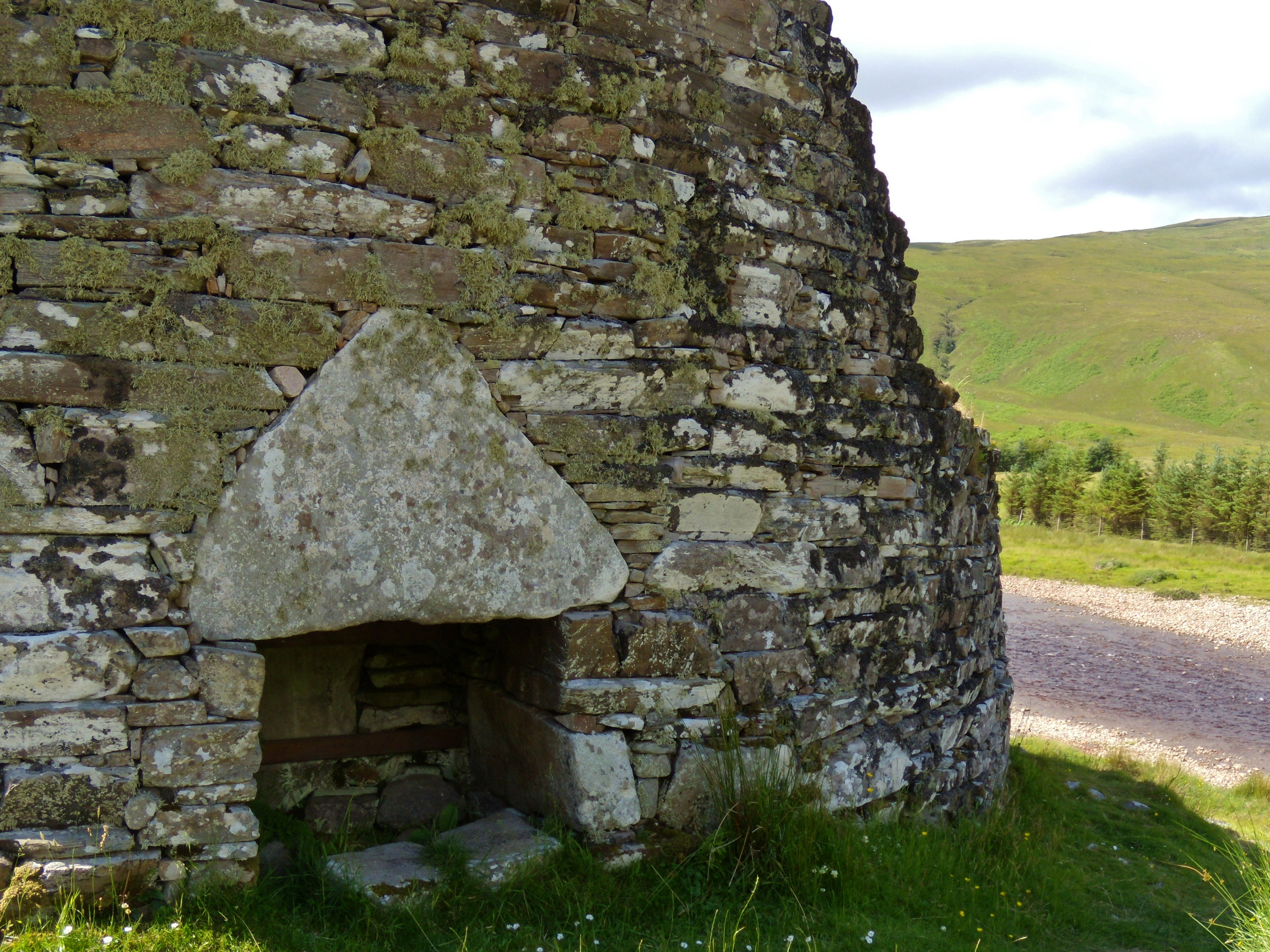
Porta con architrave triangolare del broch di Dun Dornaigil.

I broch sono costruzioni in pietra a secco che si sviluppano verticalmente, con un muro circolare che racchiude uno spazio interno. Generalmente, i broch hanno un unico ingresso con un corridoio d'entrata sormontato da un architrave e affiancato da cellette nelle mura; ulteriori porte d'ingresso sono dovute ad aggiunte ulteriori. L'architrave può essere una pietra piatta o triangolare. A metà del corridoio d'ingresso, di solito ci sono segni che indicano la presenza di una porta in passato. L'ingresso è orientato generalmente verso l'est, in direzione opposta rispetto ai venti dominanti. Questo accesso è di solito largo da 0,75 a 1,2 metri e alto circa 1,6 metri. Sono presenti celle murali e uno cornicione tutto attorno alla struttura, forse per delle abitazioni con struttura in legno che si affacciavano sulla facciata interna del muro. Inoltre una scala a chiocciola che si snoda verso l'alto, tra il muro interno e quello esterno, e che collega le gallerie.
I broch hanno dimensioni che variano da 5 a 15 metri di diametro interno, con pareti spesse 3 metri. In media, le pareti che hanno resistito al tempo, hanno pochi metri di altezza. Ci sono cinque esempi esistenti di torri con mura significativamente più alte: Dun Carloway a Lewis, Dun Telve e Dun Troddan a Glenelg, Mousa nelle Shetland e Dun Dornaigil a Sutherland, tutti con mura che superano i 6,5 m di altezza.
Vi sono due varianti di broch. I broch della prima variante hanno una parete interamente piena al pianterreno (sono detti "a base solida"). Le stanze al piano terra sono quindi ritagliate all'interno della parete massiccia. La seconda variante – detta "ground-galleried" –  è meno comune e contempla una parete al pianterreno costituita da due mura concentriche. I broch ground-galleried sono strutturalmente meno stabili. Questa instabilità era già evidente nell'antichità, e la soluzione trovata era di riempire di pietre lo spazio tra le due mura al piano terra. A conseguenza di quest'operazione, il broch di Gurness è diventato un broch a base solida.

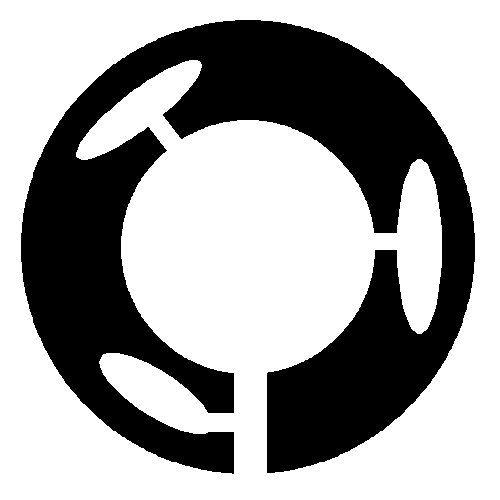
Pianta del pianterreno con celle nelle pareti.

Questa struttura, con due pareti che corrono parallele e con uno spazio aperto nel mezzo, si ritrova nei piani superiori di tutti i broch. Le pareti che a galleria hanno uno spazio aperto tra di esse: la parete esterna e quella interna sono separate ma connesse tra loro mediante lastroni di pietra. Questi lastroni di collegamento possono in alcuni casi essere utilizzati come gradini per raggiungere i piani più alti. È frequente la presenza di una cella che si stacca dal passaggio accanto alla porta; è detta cella di guardia, anche se la funzione effettiva di questa stanze è sconosciuta. Altre camere sono presenti nelle mura del pianterreno. A queste camere si accede da una porta dal cortile circolare o dal corridoio che dà accesso alla struttura.
Le mura del broch di Mousa sono le meglio conservate fra tutti e sono ancora alte 13 metri (con un diametro di 15 m); non è chiaro quanti broch fossero originariamente alti così. Anche se in passato era un tema disputato, è ormai generalmente accettato dagli archeologi che i broch fossero coperti da un tetto, magari con conico, incorniciato di legno e coperto da paglia di provenienza locale.
La parete esterna di un broch corre leggermente inclinata verso l'interno, come a Dun Troddan. Nello spazio aperto al centro della struttura, si trova abitualmente un pozzo o un contenitore per lo stoccaggio dell'acqua. Tuttavia, è possibile che alcuni pozzi siano stati installati solo in un secondo momento.
I broch, anche se strutture isolate, si presentano generalmente come parte di un insediamento più vasto. Spesso, si riscontra che l'insediamento è stato ulteriormente ampliato e rimaneggiato in tempi successivi, compresi i broch. Nel caso di Jarlshof, ad esempio, il broch non è l'edificio più antico, a differenza del broch di Old Scatness.

## Galleria d'immagini

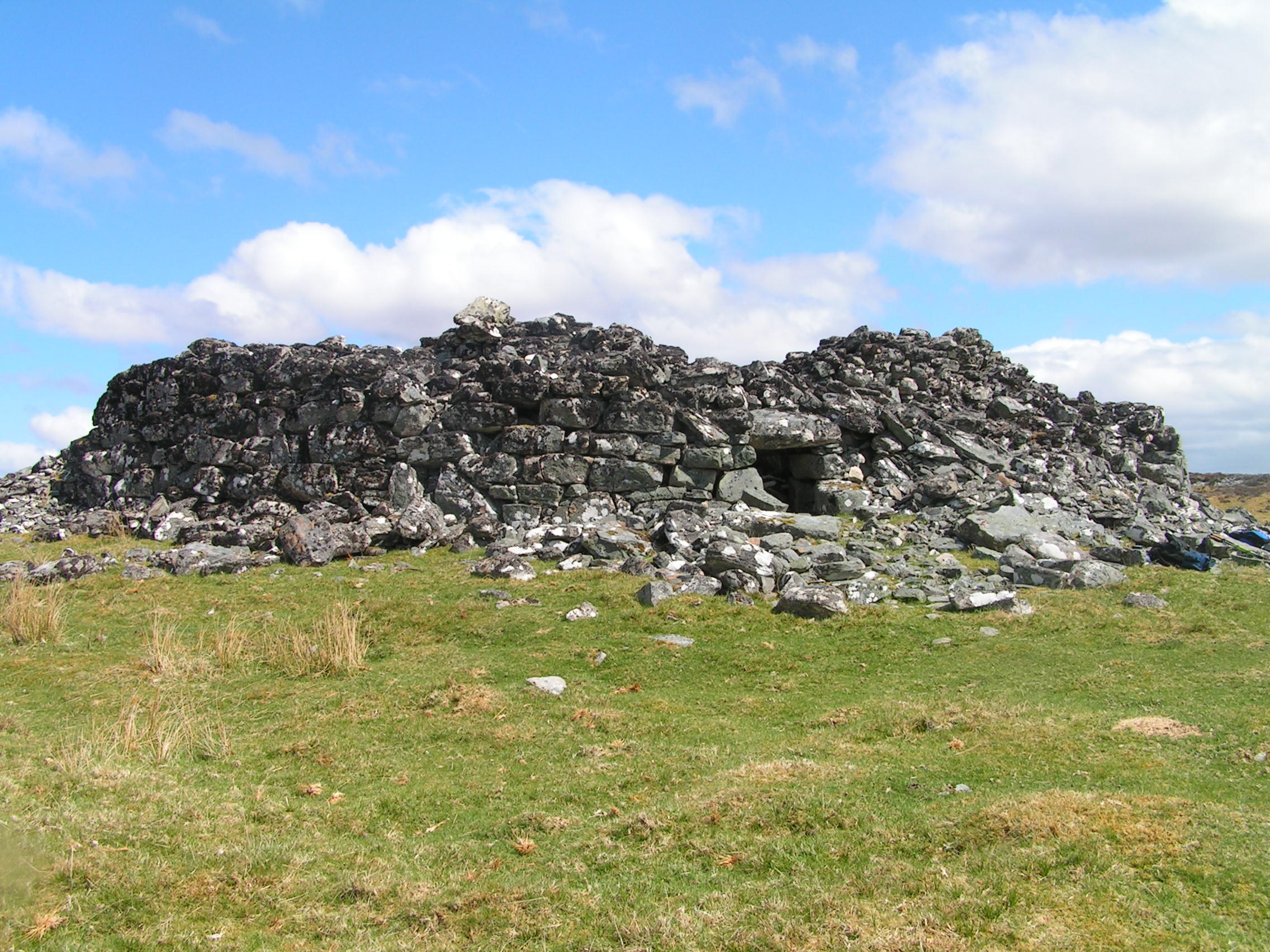
I resti del Broch Feranach nel Sutherland.
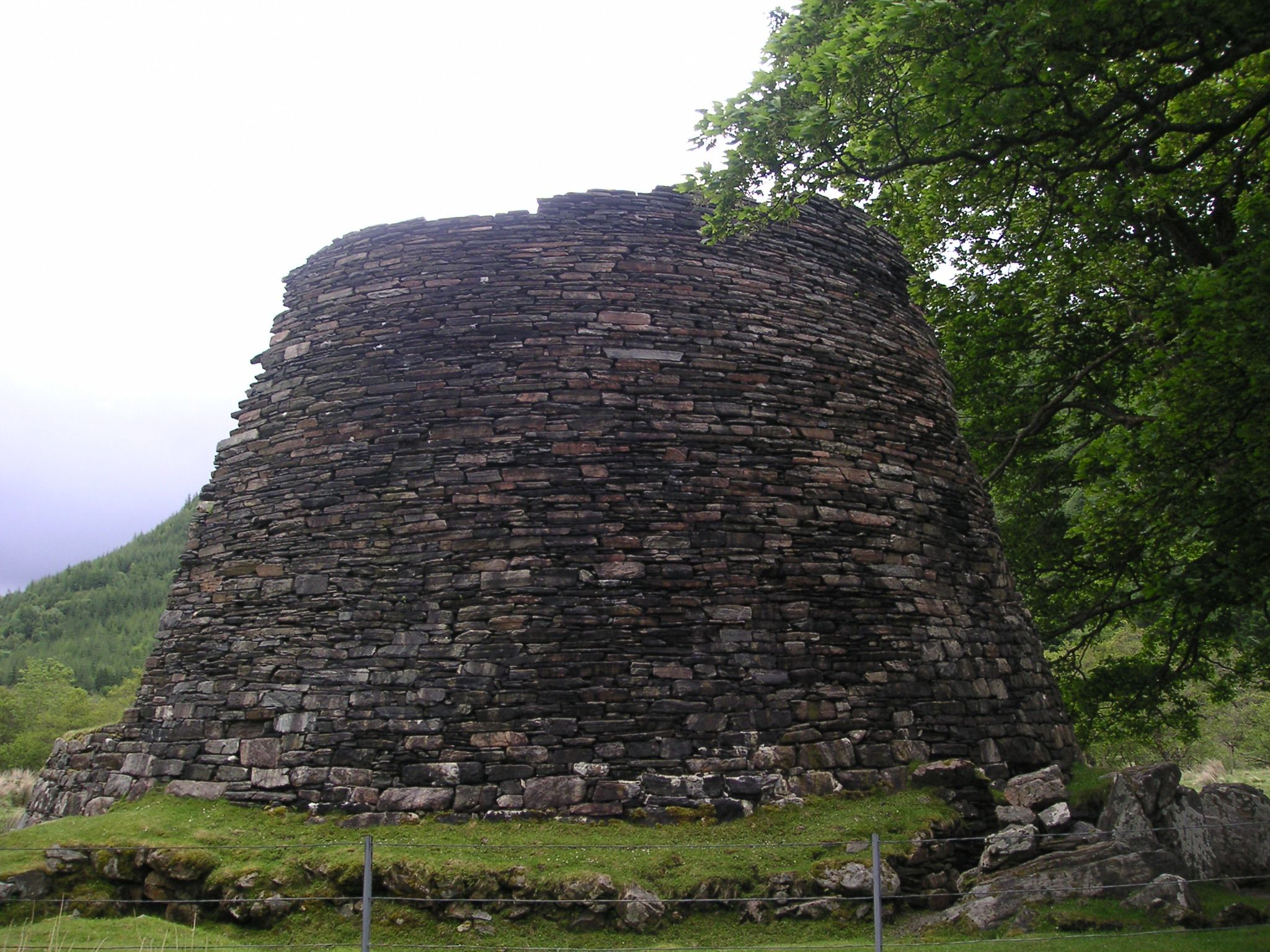
Dun Telve Broch, Glenelg.
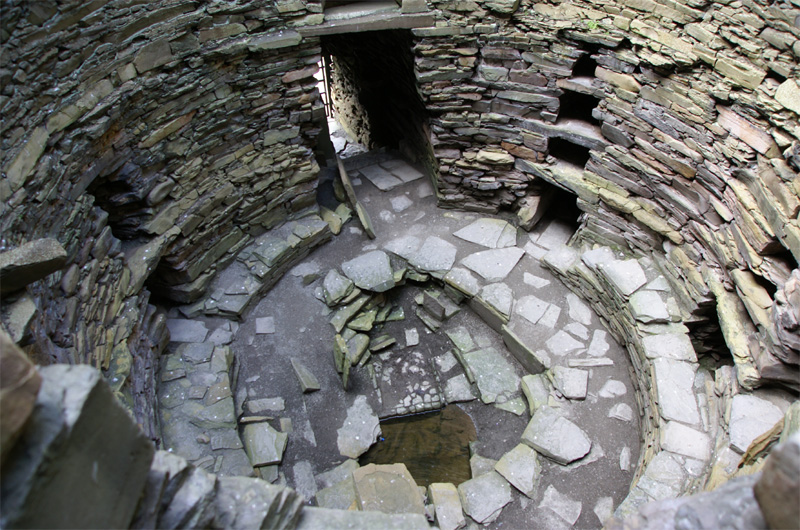
Interno del Broch di Mousa
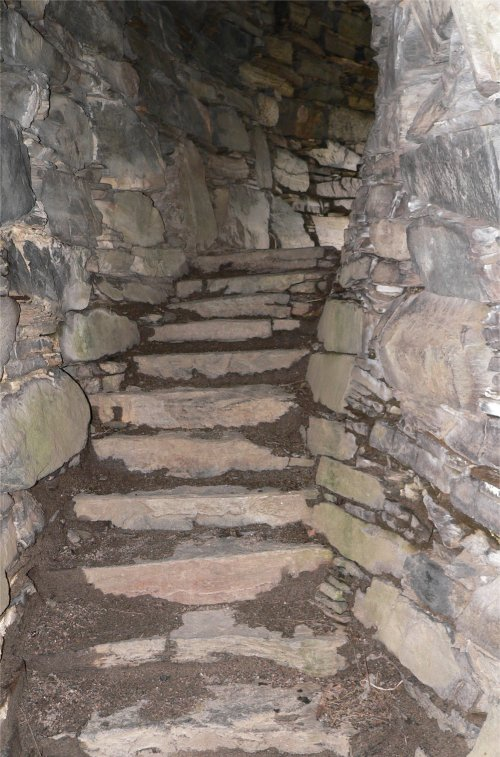
Broch Dun Troddan